# Wilhelm Prandtl
Wilhelm Antonin Alexander Prandtl  (* 22. März 1878 in Hamburg; † 22. Oktober 1956 in München) war ein deutscher Chemiker und Chemiehistoriker.

## Leben
Prandtl war der Sohn des Brauereibesitzers Antonin Prandtl d. J. (1842–1909) (siehe Alexander Prandtl) und studierte ab 1897 Chemie an der Ludwig-Maximilians-Universität München mit der Promotion 1901 (Über einige neue Bestandteile des Euxenits) bei Karl Andreas Hofmann. Danach war er zwei Jahre beim Österreichischen Verein für chemische und metallurgische Produkte in Aussig und war 1903 bis 1910 Assistent von Albert Hilger und dann von Theodor Paul am Institut für Pharmazie und Laboratorium für Angewandte Chemie an der Universität München. 1906 habilitierte er sich bei Adolf von Baeyer (Verbindungen höherer Ordnungen zwischen den Oxyden RO2 und R2O5. Ein Beitrag zur Systematik anorganischer Verbindungen), er wurde Privatdozent an der Universität München und 1910 außerordentlicher Professor für anorganische Chemie und (unbesoldeter) Abteilungsleiter am Chemischen Labor der Bayerischen Akademie der Wissenschaften (als Nachfolger von Hofmann). 1917/18 war er an das Kaiser-Wilhelm-Institut für Physikalische Chemie und Elektrochemie in Berlin abkommandiert, wo unter Fritz Haber an Giftgasen geforscht wurde.
1935 sollte er auf Antrag von Heinrich Wieland ordentlicher Professor werden, was aber wegen der jüdischen Abstammung seiner Frau abgelehnt wurde. 1937 wurde er aus gleichen Gründen zwangsweise in den Ruhestand versetzt.
Da er kein Labor mehr hatte, wandte er sich der Geschichte der Chemie zu. Nach dem Krieg 1946 konnte er seine Wiedereinsetzung als Professor in München erreichen (planmäßiger außerordentlicher Professor mit der Stellung eines ordentlichen Professors). Außerdem hatte er den Vorsitz des Seminars für Geschichte der Naturwissenschaften an der Universität als Nachfolger des verstorbenen Kurt Vogel. 1956 beging er Suizid.
Er war der Cousin von Ludwig Prandtl.

## Werk
Er befasste sich als Chemiker zunächst mit Komplexverbindungen speziell von Vanadium, mit Giftgasen – er synthetisierte erstmals Trichlornitromethan und Phosgen-Oxim – und mit Polysäuren und befasste sich ab 1911 bis zu seiner Zwangspensionierung 1937 mit Seltenen Erden. Er verbesserte die Verfahren zu ihrer Trennung, so dass diese in hoher Reinheit dargestellt werden konnten, so dass seine Präparationen für genaue Atommassenbestimmungen (von Otto Hönigschmid) und für Spektraluntersuchungen (A. Gatterer an der Vatikan-Sternwarte) verwendet wurden.
Als Chemiehistoriker veröffentlichte er ein Buch über deutsche Chemiker Anfang des 18. Jahrhunderts, wobei er Johann Nepomuk von Fuchs, Franz von Kobell, Johann Wolfgang Döbereiner, Justus Liebig, Friedrich Wöhler, Christian Friedrich Schönbein, Eilhard Mitscherlich, Heinrich Rose und Gustav Magnus behandelt, eine Doppelbiographie über zwei der bedeutendsten Chemiker des 19. Jahrhunderts Humphry Davy und Jöns Jacob Berzelius und eine Geschichte des Chemielabors der Bayerischen Akademie der Wissenschaften (das spätere Chemische Institut der Universität München). Er schrieb auch ein Buch über die von seinem Vater Antonin entwickelte und von seinem Onkel Alexander Prandtl weiterentwickelte Milchzentrifuge.
Zu seinen Doktoranden gehören Benno Bleyer, Wilhelm Franke und Günther Endres.

## Schriften
- mit Julius Fessler, Hubert Gebele: Gaskampfstoffe und Gasvergiftungen: Wie schützen wir uns?, München: Gmelin 1931, 4. Auflage 1937
- Darstellung der Seltenen Erden, Zeitschrift für anorganische und allgemeine Chemie, Band 238, 1938, S. 321–334
- Antonin Prandtl und die Erfindung der Entrahmung der Milch durch Zentrifugieren, München 1938
- Die Literatur des Vanadins 1804-1905, Hamburg: Voss 1906
- Humphry Davy, Jöns Jacob Berzelius: Zwei führende Chemiker aus der 1. Hälfte des 19. Jahrhunderts, Stuttgart: Wissenschaftliche Verlags-Gesellschaft 1948
- Wellenlängen von Spektren in Angström- und E - Einheiten, München: Oldenbourg 1951
- Die Geschichte des chemischen Laboratoriums der Bayerischen Akademie der Wissenschaften in München, Weinheim 1952.
- Deutsche Chemiker in der ersten Hälfte des 19. Jahrhunderts: Johann Nepomuk Fuchs, Franz von Kobell, Johann Wolfgang Döbereiner, Justus Liebig, Friedrich Wöhler, Christian Friedrich Schönbein, Eilhard Mitscherlich, Heinrich Rose, Gustav Magnus, Weinheim: VCH 1956

Er schrieb auch Kapitel für Gmelins Handbuch der anorganischen Chemie.